# Mehdi Hasheminasab
Mehdi Hasheminasab (pers. مهدی هاشمی نسب; Abadan, 27 gennaio 1973) è un ex calciatore iraniano, di ruolo difensore.

## Carriera
Ha giocato nel campionato iraniano e turkmeno.

### Nazionale
Con la maglia della nazionale ha preso parte alla Coppa d'Asia 2000.